# Knud Holm
Knud Olaf Holm (Koppenhága, 1887. január 2. – Koppenhága, 1972. május 28.) olimpiai ezüstérmes dán tornász.
Az 1906. évi nyári olimpiai játékokon indult tornában és csapat összetettben ezüstérmes lett. (Később ezt az olimpiát a Nemzetközi Olimpiai Bizottság nem hivatalosnak nyilvánította)
Az 1908. évi nyári olimpiai játékokon is indult tornában és csapat összetettben 4. lett.
Klubcsapata a Gymnastik- og Svømmeforeningen Hermes volt.
Testvérei, Poul Holm olimpikon tornász és úszó, Aage Holm olimpikon úszó.